# Une guerre
Pour plus de détails, voir Fiche technique et Distribution.
Une guerre (Одна война, Odna voïna) est un film russe réalisé par Vera Glagoleva, sorti en 2009.

## Fiche technique
- Titre original : Одна война, Odna voïna
- Titre français : Une guerre
- Réalisation : Vera Glagoleva
- Scénario : Marina Sassina
- Photographie : Rouslan Guerasimenkov
- Montage : Veronika Tchibissova et Egor Pouzanov
- Musique : Sergueï Banevitch
- Pays d'origine : Russie
- Format : Couleurs - 35 mm - 2,35:1 - Dolby Digital
- Genre : drame
- Durée : 89 minutes
- Date de sortie :
  - Russie : 25 juin 2009

## Distribution
- Alexandre Balouïev : le capitaine Karl Nitchiporouk
- Michael Khmourov : le major Maxime Prokhorov
- Natalia Sourkova : Choura
- Youlia Melnikova : Ninka
- Natalia Koudriachova : Marousia
- Anna Nakhapetova : Anna
- Kseniya Sourkova : Natachka

## Récompenses
- Festival du cinéma russe à Honfleur 2009 : prix du meilleur film et prix du public[1]